# Elon Musk
Elon Reeve Musk (Pretoria, 28 juni 1971) is een Zuid-Afrikaans-Canadees-Amerikaans ondernemer en investeerder.
Hij is de huidige CEO van Tesla en wordt beschouwd als mede-oprichter, hoewel hij een jaar na oprichting aansloot. Hij is verder de oprichter van SpaceX, huidige eigenaar van X (voorheen Twitter), mede-oprichter van OpenAI en oprichter van Neuralink, xAI en The Boring Company. Hij is ook de oprichter van het voormalige X.com en veranderde na de aankoop van Twitter (𝕏) het domein er naar.
Hij was een belangrijke financiële en publieke supporter van Donald Trump, en was een van de grootste donateurs van het politieke actiecomité (PAC) voor Trump bij de verkiezingscampagne in 2024. Van januari tot en met 30 mei 2025 was hij voorzitter van het Department of Government Efficiency van de Amerikaanse overheid onder Trump. De relatie tussen de twee is dramatisch verslechterd na zijn vertrek bij DOGE.

## Vroege levensloop

### Jeugd
Musk is geboren op 28 juni 1971 in Pretoria, Zuid-Afrika, zoon van een Canadees model en een Zuid-Afrikaans elektromechanisch ingenieur, piloot, zeeman, consultant, project-ontwikkelaar, en voor de helft eigenaar van een Zambiaanse smaragdmijn nabij het Tanganyikameer. Zijn grootmoeder van vaderskant was Brits en hij heeft ook Pennsylvania-Duitse wortels. Na de scheiding van zijn ouders in 1980 woonde hij vooral bij zijn vader.
Op tienjarige leeftijd ontdekte hij de Commodore VIC-20. Hij leerde zichzelf programmeren en verkocht op twaalfjarige leeftijd een BASIC-videospel genaamd Blastar aan het tijdschrift PC and Office Technology voor ongeveer 500 dollar.
Musk ging in eerste instantie naar de privéschool Waterkloof House Preparatory School. Hij deed eindexamen aan de Pretoria Boys High School en verhuisde naar Canada in juni 1989, vlak voor zijn achttiende verjaardag, nadat hij een Canadees burgerschap ontving via zijn moeder.

### Universiteit
In 1989 werd Musk toegelaten tot Queen's University in Kingston, Ontario. In 1992, na twee jaar gestudeerd te hebben aan Queen's University, vertrok hij naar de Universiteit van Pennsylvania waar hij op 24-jarige leeftijd een Bachelor of Science Natuurkunde van Penn's College of Arts and Sciences haalde en een Bachelor of Arts Economie aan de Wharton School of the University of Pennsylvania. Musk bleef nog een jaar om een tweede bachelor te behalen. Tijdens zijn studie aan de University of Pennsylvania kochten hij en mede-student Adeo Ressi een studentenhuis om dit als nachtclub te gebruiken. In 1995, 24 jaar oud, verhuisde Musk naar Californië om in de natuurkunde te promoveren aan Stanford University, maar hij verliet de universiteit na twee dagen om zelf bedrijven op te richten op het gebied van internet, duurzame energie en de ruimte. In 2002 kreeg hij het Amerikaanse staatsburgerschap.

## Carrière bedrijfsleven

### Zip2
In 1995 richtten Musk en zijn broer Kimbal Zip2, een internetbedrijf, op. Ze deden dit met investeringen van een groep business angels. Het bedrijf ontwikkelde een online stadsgids voor onder andere kranten. Musk contracteerde The New York Times en de Chicago Tribune. Tijdens zijn tijd bij Zip2 wilde hij algemeen directeur worden van het bedrijf, maar hier ging geen enkel lid van de raad van commissarissen van Zip2 mee akkoord. Compaq nam Zip2 over voor 307 miljoen dollar waarvan Musk 7% ontving, wat neerkwam op 22 miljoen dollar.

### X.com en PayPal
In maart 1999 richtte Musk X.com op, een online betaalplatform. Hij investeerde hier 10 miljoen dollar in. Een jaar later werd dit bedrijf samengevoegd met Confinity, dat ook een betaalplatform had, genaamd PayPal. Het samengevoegde bedrijf richtte zich op de diensten die PayPal al had en ging in 2001 door onder diezelfde naam. PayPals vroege groei werd gedreven door een actie waarbij nieuwe klanten geld kregen bij registratie. PayPal werd overgenomen door eBay in oktober 2002, voor anderhalf miljard dollar, waarvan Musk 165 miljoen ontving. Hij was met 11,7% van de aandelen de grootste aandeelhouder van PayPal voor de overname.

### SpaceX
In 2001 creëerde Musk het concept "Mars Oasis"; een project om een kleine experimentele broeikas met voedingsgewassen te laten landen op Mars om publieke interesse te wekken in ruimte-exploratie. Hij reisde in oktober 2001 met Jim Cantrell en Adeo Ressi naar Moskou om gebruikte ICBM's te kopen die spullen de ruimte in zouden kunnen schieten. De groep vergaderde onder andere met NPO Lavochkin en Kosmotras, maar zij namen Musk niet serieus. Ze vertrokken zonder ICBM's. De groep kwam terug naar Rusland in februari 2002 voor drie ICBM's. Dit keer namen ze Mike Griffin mee, die in het verleden werkte voor de CIA en NASA en die kort daarvoor Orbital Sciences, een maker van satellieten en ruimtevoertuigen, had verlaten. De groep ontmoette Kosmotras opnieuw en er werd dit keer één raket aangeboden voor 8 miljoen dollar, maar dit vond Musk te duur en hij verliet meteen de vergadering. Op de vlucht terug uit Moskou realiseerde hij zich dat hij een bedrijf zou kunnen oprichten voor de productie van betaalbare raketten. Volgens Steve Jurvetson, vroege investeerder van Tesla en SpaceX, berekende Musk dat de kostprijs van de materialen om de raket te maken slechts 3% was van de toenmalige verkoopprijs. Door toepassing van verticale integratie en een modulaire benadering van de software zou een bedrijf de kosten met een tienvoud kunnen verlagen en een marge van 70% handhaven. Hij richtte SpaceX uiteindelijk op met de langetermijnvisie om een bevolking in de ruimte te creëren.

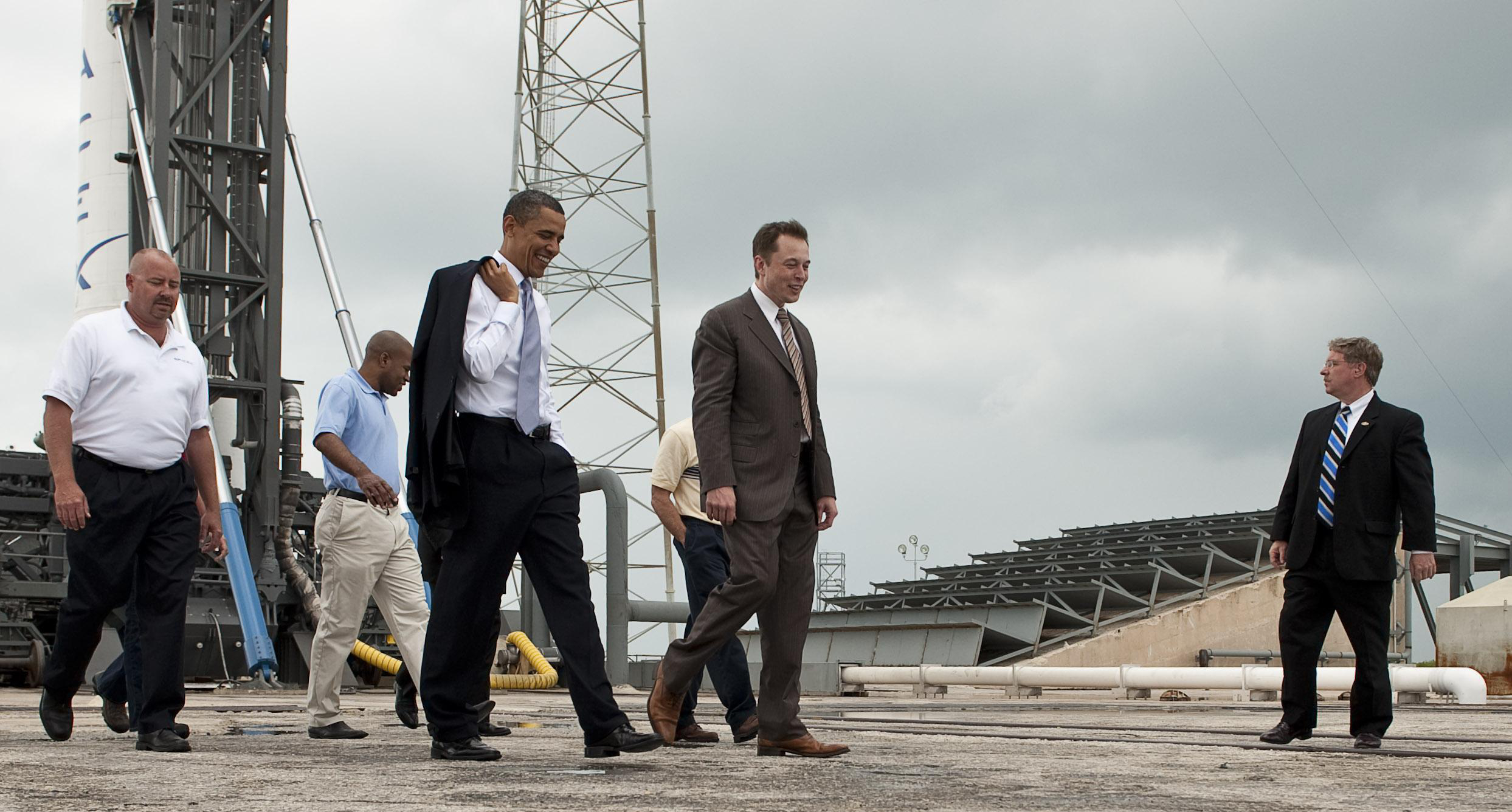
Musk geeft president Barack Obama een rondleiding op de Falcon 9-lanceerbasis in 2010

Met 100 miljoen dollars van zijn eerdere verkopen richtte Musk in juni 2002 Space Exploration Technologies, ofwel SpaceX, op. Hij is de algemeen directeur en chief designer van het bedrijf, dat zijn hoofdkwartier in Hawthorne, California heeft staan. SpaceX ontwikkelt en produceert ruimtelanceringstoestellen met een focus op het verder brengen van rakettechnologie. De eerste twee rakettypen van het bedrijf waren de Falcon 1 die tussen 2006 en 2009 vijf maal (waarvan de laatste twee succesvol) werd gelanceerd en de Falcon 9, die tot oktober 2018 62 keer werd gelanceerd met één mislukking tijdens de twintigste vlucht in juni 2015. De raket voor de 29e vlucht explodeerde twee dagen voor de geplande lancering, inclusief de vracht, tijdens een voorbereidende test.
De naam van de SpaceX-raketten is een knipoog naar Star Wars' Millennium Falcon. Het eerste ruimteschip van SpaceX was de Dragon (een knipoog naar Puff the magic dragon). In zeven jaar tijd heeft SpaceX de productgroepen Falcon, draagraketten en het Dragon-ruimteschip gecreëerd, waarvan de laatste voor meerdere doelen ingezet kan worden. Toen in 2008 voor de derde keer een Falcon 1-lancering mislukte stond SpaceX aan de rand van de afgrond. Musk heeft toen zijn laatste privékapitaal geïnvesteerd om nog één poging te doen. Bij een nieuwe mislukking zouden zowel SpaceX als hijzelf bankroet zijn geweest. In september 2008 echter slaagde SpaceX erin een dummy-lading in een baan om de aarde te brengen. Op 13 juli 2009 werd de vijfde Falcon 1-raket van SpaceX de eerste raket met vloeibare brandstof van een privébedrijf die een commerciële satelliet in een baan om de aarde bracht. Hierna werden alle Falcon 1-operaties gestopt ten behoeve van de veel grotere Falcon 9 die in 2010 voor het eerst vloog.
Op 25 mei 2012 schreef SpaceX opnieuw historie, ditmaal met het Dragon-ruimtetoestel, dat als eerste ruimtetoestel van een commercieel bedrijf het Internationale ruimtestation ISS bereikte. SpaceX werd in 2006 voor een Commercial Orbital Transportation Servicen (COTS)-contract van NASA geselecteerd om een nieuw lanceringstoestel, de Falcon 9, te ontwikkelen om lading naar het ruimtestation te vervoeren. Dit werd gevolgd door een Commercial Resupply Services-contract van NASA ter waarde van 1,6 miljard Amerikaanse dollars op 23 december 2008, voor 12 vluchten van de Falcon 9-raket en het Dragon-ruimschip naar het Internationale ruimtestation ISS. SpaceX is een van de twee bedrijven met een CRS-1-contract om het ruimtestation van nieuwe lading te voorzien, dat daarmee de Space Shuttle vervangt. SpaceX is tevens een van de drie geselecteerden voor het CRS-2-contract. Het astronautentransport naar het ISS werd van 2011 tot 2018 exclusief verzorgd door de Sojoez-ruimtecapsule. Sinds 2014 is SpaceX een van de twee bedrijven in NASA's Commercial Crew-programma om astronautentransport te ontwikkelen. SpaceX tracht vanaf 2019 astronauten naar het ISS te vliegen met de Dragon 2.
SpaceX is zowel het grootste private lanceerbedrijf ter wereld als recordhouder van de hoogste stuwkracht-gewichtsverhouding ooit gemeten. Binnen twee jaar had SpaceX meer dan 100 operationele Merlin 1D-motoren geproduceerd, momenteel 's werelds effectiefste raketmotor. De 9 Merlin-motoren die gebruikt worden in het eerste deel van de Falcon 9 produceren een stuwkracht van 7.607 tot 8.227 kilonewton.
De Foundation-boekenreeks van Isaac Asimov heeft een grote invloed gehad op Musk. Hij ziet ruimte-exploratie als een belangrijke stap in het uitbreiden, al dan niet behouden, van het menselijk leven. Musk zei dat multi-planetair leven een oplossing kan zijn voor het bedreigde voortbestaan van de mens op aarde.
"Een asteroïde of een enorme vulkaan kan ons vernietigen, er zijn bedreigingen voor ons die dinosaurussen niet hadden: een door ons zelf gemaakt virus, een per ongeluk gecreëerd micro-zwart gat, catastrofale opwarming van de aarde of een nog onbekende technologie die het einde van ons bestaan kan betekenen. Het menselijk ras heeft zich miljoenen jaren ontwikkeld, maar in de laatste 60 jaar zijn er atoombommen gecreëerd die de wereld kunnen vernietigen. Vroeg of laat zullen we ons ras uitbreiden naar meer planeten dan alleen de aarde, of uitsterven."
 Zijn doel is de kosten van bemande ruimtevaart te verlagen met een factor 10. In een interview in 2011 zei Musk dat hij hoopt binnen 10 of 20 jaar mensen naar Mars te kunnen sturen. In de biografie van Musk, geschreven door Ashlee Vance, onthult hij dat hij een kolonie op Mars wil hebben rond 2040, met een populatie van 80.000 personen.
In 2015 werden de plannen voor Starlink bekend: een satellietnetwerk voor het aanbieden van internetdiensten. Eind 2020 waren reeds meer dan 800 Starlinksatellieten in de ruimte en ging een publiek beta-testprogramma van start in het noorden van de Verenigde Staten, Canada en Nieuw-Zeeland.
In 2016 presenteerde Musk zijn eerste conceptontwerp voor wat later Starship zou worden. Dat zal bestaan uit een draagraket en een groot ruimteschip die een stuk groter zijn dan de mensheid tot nog toe gebouwd heeft. In 2017 en 2018 werden herziene ontwerpen gepresenteerd. Starship is geschikt voor alle type lanceringen en per lancering goedkoper dan kleinere raketten omdat deze volledig, snel en veelvuldig herbruikbaar is. In 2018 is begonnen met de bouw van het eerste prototype voor Starship dat in 2019 enkele korte testvluchten van maximaal 150 meter maakte. De ontwikkeling van de Raptor-motoren van het Starship is zo goed als afgerond. Het is echter te verwachten dat deze in de loop der tijd nog worden verbeterd, net als bij de Merlin-motoren werd gedaan. In 2020 werden drie atmosferische testvluchten met Starship-prototypes ondernomen. In 2023 bereikte de eerste Starship de ruimte, maar ging daarna verloren.
In 2018 vloog de Falcon Heavy voor het eerst. Het was op dat moment de krachtigste beschikbare raket op aarde. De lanceerprijzen liggen echter veel lager dan bij de concurrentie. De ontwikkeling had vijf jaar langer geduurd dan vooraf voorspeld.
SpaceX is het eerste bedrijf dat standaard lanceerprijzen openlijk op zijn website heeft gepubliceerd.

### Tesla, Inc.
Tesla, Inc. werd in juli 2003 opgericht als Tesla Motors door Martin Eberhard en Marc Tarpenning, die het bedrijf financierden tot de eerste financieringsronde. Beide mannen bekleedden een actieve rol in de vroege ontwikkeling van het bedrijf, voordat Elon Musk betrokken werd bij het bedrijf. Musk leidde de eerste financieringsronde in februari 2004, toen hij toetrad als voorzitter van de raad van bestuur. Hij had een actieve rol in het bedrijf en was tot in detail betrokken bij het design van de Tesla Roadster, maar was minder betrokken bij de dagelijkse gang van zaken.
Tijdens de financiële crisis van 2008 voelde Musk zich genoodzaakt het leiderschap van Tesla over te nemen als algemeen directeur en chief designer, posities die hij vandaag de dag nog bekleedt. Tesla produceerde eerst een elektrische sportauto, de Tesla Roadster, waarvan ongeveer 2.500 voertuigen aan 31 landen werden verkocht. Tesla kwam vervolgens op 22 juni 2012 met de Model S, een vierdeurs sedan, en introduceerde zijn derde auto, de Model X, gericht op de SUV/minivan-markt, op 9 februari 2012.
Naast eigen auto's verkoopt Tesla ook elektrische aandrijfsystemen aan Daimler voor de Smart EV, Mercedes B-Class Electric Drive en Mercedes A Class en aan Toyota voor de RAV4 EV. Musk kon beide bedrijven binnenhalen als langetermijninvesteerders in Tesla.

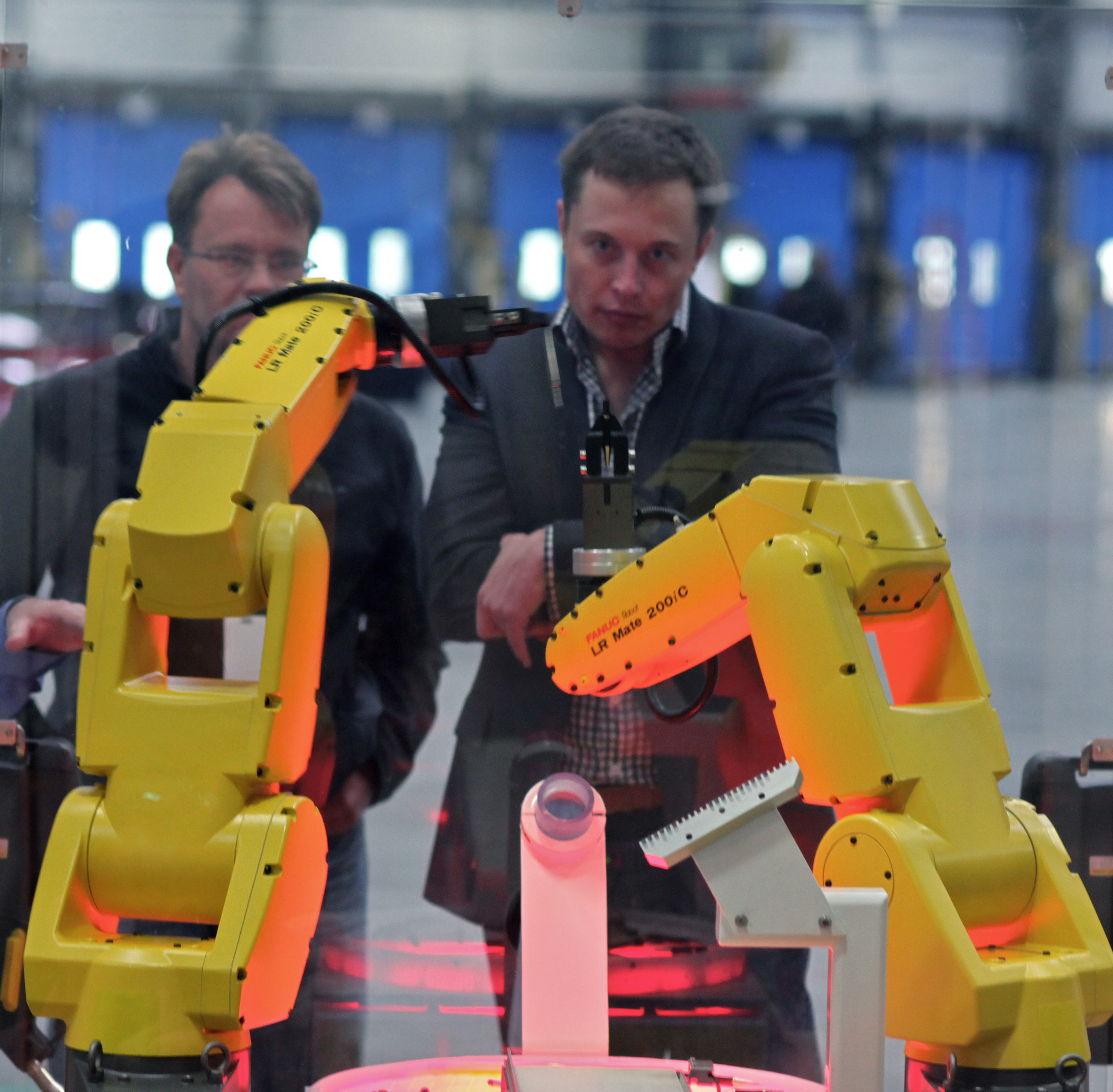
Musk observeert een productiedemo in de NUMMI-fabriek in 2010.
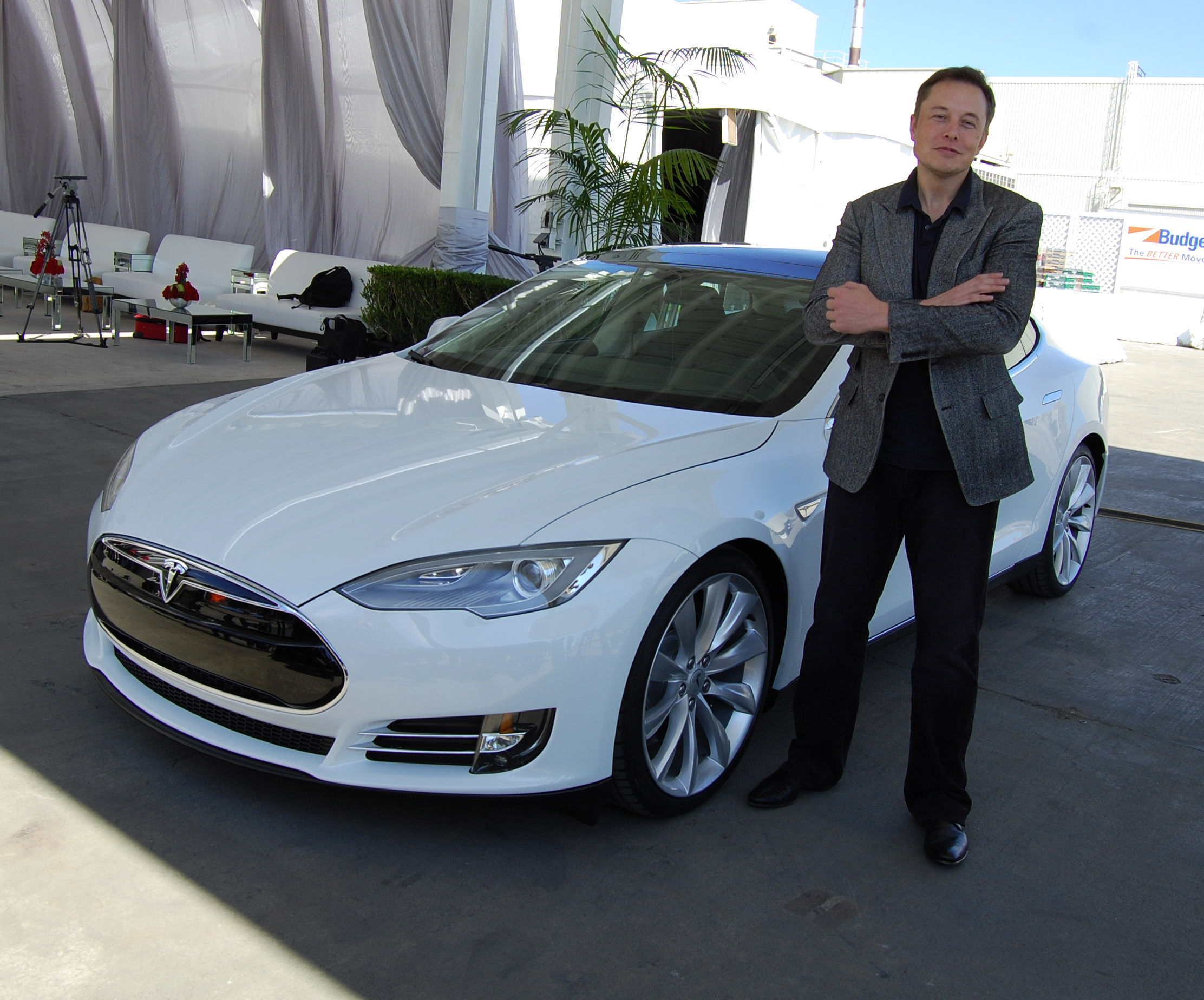
Musk bij een Tesla Model S in 2011.
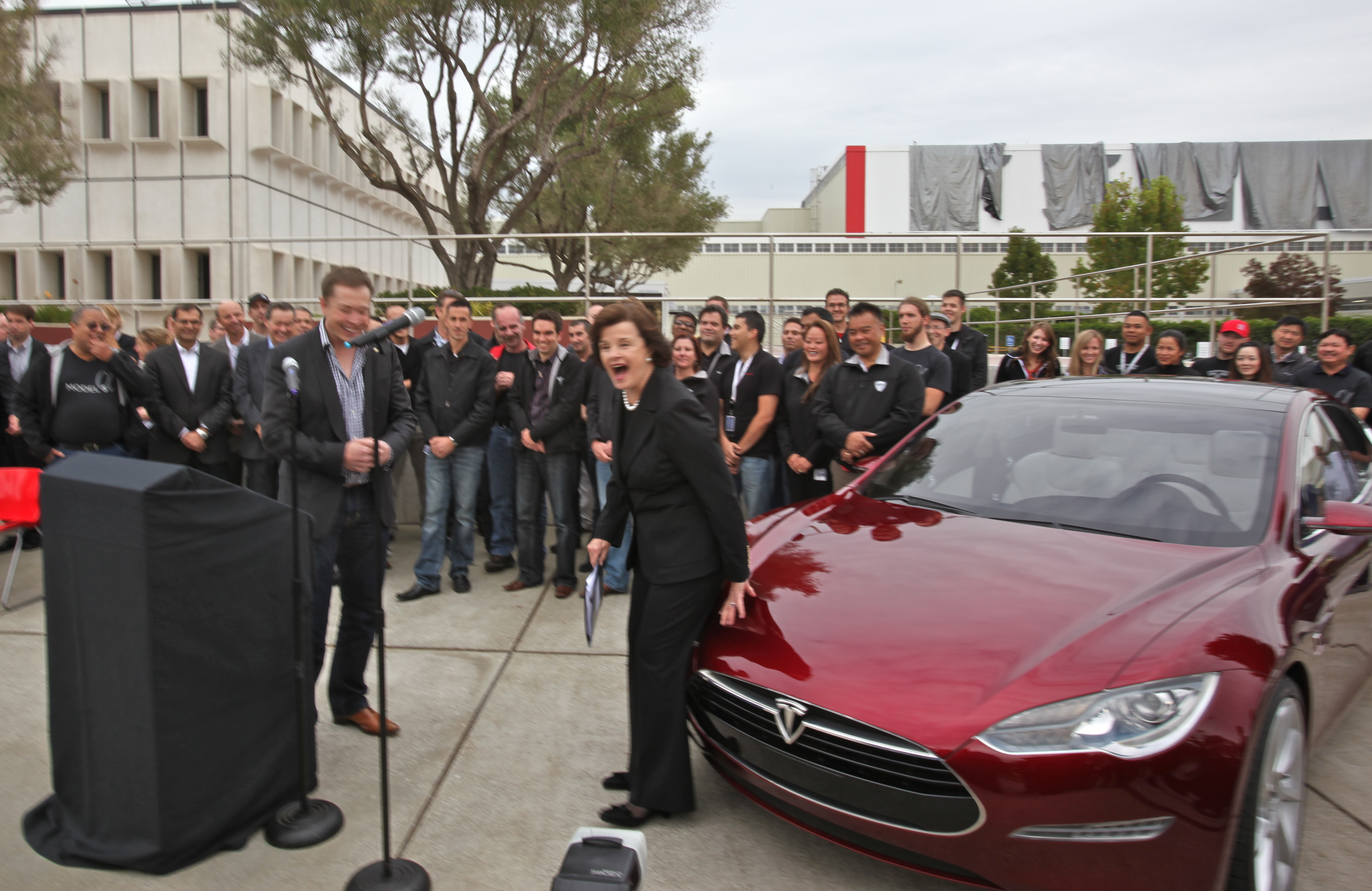
Musk en Senator Dianne Feinstein naast een Tesla Model S in 2010.

Het is Musks doel een subcompacte auto in de prijsklasse onder 30.000 dollar te produceren en elektrische aandrijfsystemen te blijven leveren aan andere autoproducenten, zodat zij betaalbare elektrische auto's kunnen maken zonder een duur intern ontwikkelproces te moeten opzetten. Verschillende publicaties hebben Musk met Henry Ford vergeleken om zijn ontwikkeling van voertuig-aandrijfsystemen.
Om de nadelen van de beperkte actieradius van elektrische auto's te verminderen is Tesla zijn netwerk van snellaadstations drastisch aan het uitbreiden, zei Musk in een interview met All Things Digital in mei 2013. Musk voegde daar aan toe dat het aantal superchargers aan de oost- en westkust van de Verenigde Staten verdrievoudigd moet zijn rond juni, waarbij de rest van Noord-Amerika, inclusief Canada, ook naar een uitbreiding kon uitkijken, later dat jaar. Musk zou 32% van de aandelen van Tesla bezitten, wat in november 2013 neerkwam op 18 miljard Amerikaanse dollars. Terwijl Musk in 2012 een jaarlijks salaris van 78,2 miljoen dollars ontving, is sinds 2014 zijn salaris één dollar, en daarmee vergelijkbaar met dat van onder andere Steve Jobs. Het overige deel bestaat uit aandelen en prestatie-gebonden bonussen.
In 2014 kondigde Musk aan dat Tesla Motors andere bedrijven toestaat om hun patenten te gebruiken, zo lang dat meehelpt om de ontwikkeling van elektrische voertuigen te versnellen. "De ongelukkige werkelijkheid is dat het ontwikkelingsprogramma van elektrische auto's (of van andere voertuigen die ook geen koolwaterstoffen verbranden) bij de grote autoproducenten klein tot niet-bestaand is, wat neerkomt op een gemiddelde van veel minder dan 1% van hun autoverkopen" zei Musk.

### SolarCity
Musk kwam met het eerste concept en financiële middelen voor SolarCity, dat hij in 2006 oprichtte met zijn neven Lyndon en Peter Rive.
De onderliggende motivatie voor de investeringen in SolarCity en Tesla is om de opwarming van de aarde tegen te gaan. Musk kondigde in 2012 aan dat SolarCity en Tesla samenwerken om elektrische batterijen te gaan gebruiken, met als doel de opwekking van energie door zonnepanelen te verbeteren. Dit programma werd actief in 2013.
Op 17 juni 2014 kondigde Musk aan dat SolarCity een geavanceerde productiefaciliteit zou gaan bouwen in Buffalo, New York. Deze fabriek zou drie keer zo groot worden als de tot dan toe grootste in de Verenigde Staten. Musk voegde daar aan toe dat dit "een van de grootste zonnepaneelfabrieken in de wereld" zou zijn en in de komende jaren gevolgd zou worden door nog grotere fabrieken.
In juni 2016 maakte Tesla Motors een overnamebod bekend op SolarCity. Musk gaf als argument dat Tesla auto’s op elektriciteit rijden en dat nu ook de productie van de voertuigen mogelijk is zonder gebruik te maken van fossiele brandstoffen. Het overnamebod heeft een waarde van US$ 2,5 à 3 miljard. Op het nieuws schoot de aandelenkoers van SolarCity met een derde omhoog, maar de koers van Tesla Motors daalde die dag met zo’n 15%. Musk had op het moment van het bod een aandelenbelang van 23% in SolarCity en van 21% in Tesla Motors.

### Hyperloop
Op 12 augustus 2013 gaf Musk voor het eerst een concept weer van een systeem waarmee met hoge snelheid personen vervoerd kunnen worden tussen Los Angeles en San Francisco, omdat hij teleurgesteld was dat het California High-Speed Rail-systeem was goedgekeurd. Musk noemde zijn idee "hyperloop", een hypothetisch voertuig dat zich door een lageluchtdrukbuis beweegt van ongeveer 560 kilometer lang. Dit is enigszins vergelijkbaar met buizenpost. Dit systeem zou mensen moeten vervoeren tussen Sylmar (een noordelijk district in Los Angeles) en Hayward (ten oosten van San Francisco) in minder dan 35 minuten, wat sneller is dan wat commerciële luchtvaartmaatschappijen momenteel aanbieden. Musks idee zou, indien technisch haalbaar tegen de geraamde kosten, reizen goedkoper maken dan iedere andere vorm van lange afstandstransport die nu beschikbaar is. In het voorgestelde systeem heerst een partieel vacuüm dat de luchtweerstand verlaagt, waardoor in theorie met een relatief laag vermogen hoge snelheden kunnen worden gehaald. Musk heeft de kosten van de hyperloop op 6 miljard Amerikaanse dollars geschat.
Er zijn verschillende niet aan hem gerelateerde initiatieven tot ontwikkeling van een hyperloop ontstaan. Zo is het bedrijf 'Hyperloop Transportation Technologies' een overeenkomst aangegaan met Quay Valley, Californië, een stad tussen Los Angeles en San Francisco, om een hyperloop-baan van 8 kilometer om een deel van de stad heen te bouwen. Het bedrijf Hyperloop One werkt eveneens aan een hyperloop en ook in Nederland wordt gekeken naar mogelijkheden voor een hyperloop. Het Delftse Hardt Hyperloop lanceerde op 12 september 2018 plannen voor een verbinding tussen Schiphol en Frankfurt.

### The Boring Company

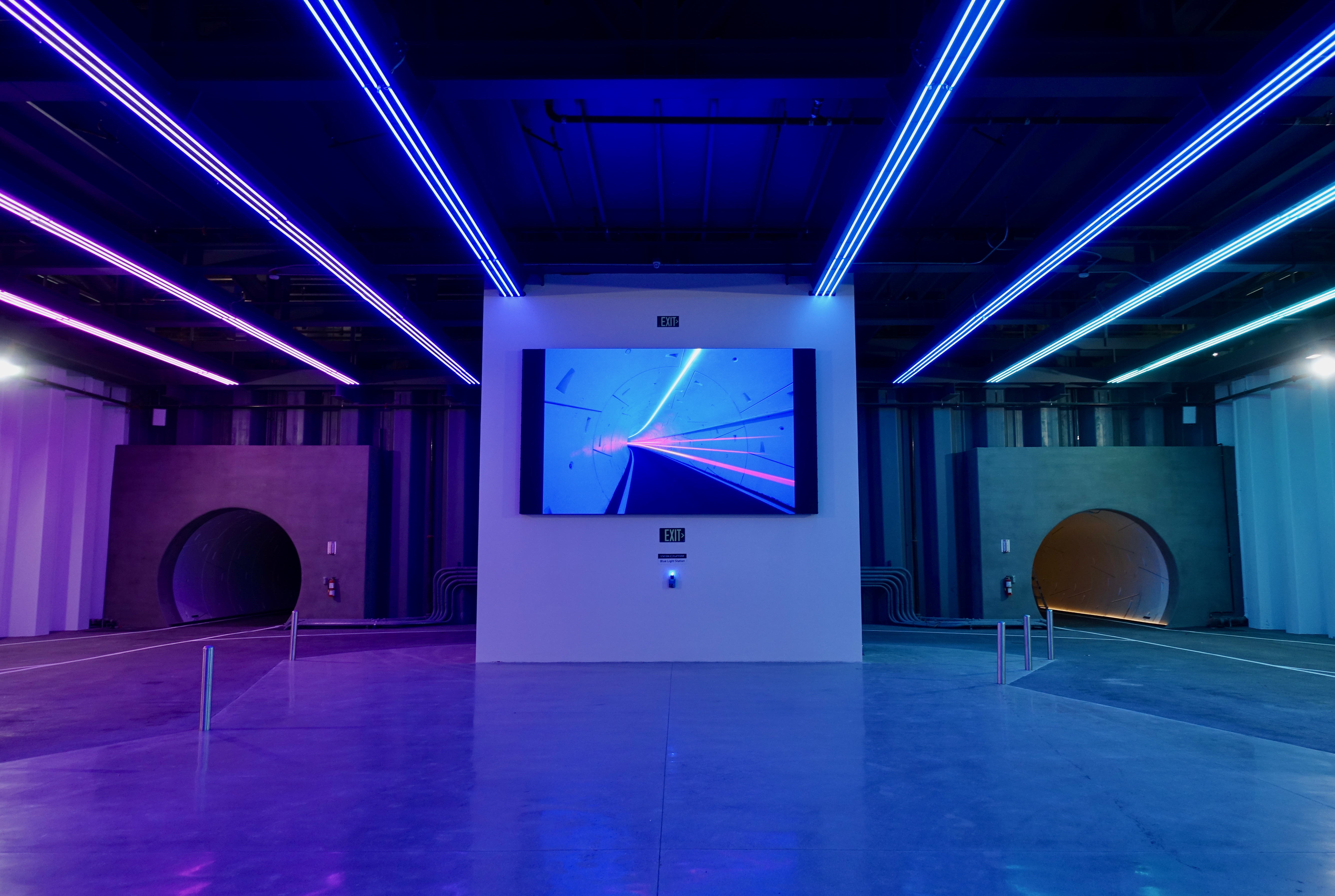
LVCC Loop

Eind 2016 begon Musk een nieuw bedrijf genaamd The Boring Company (TBC). Doel is om een goedkopere tunnelboortechniek te ontwikkelen, en vervolgens een tunnelnetwerk aan te leggen dat aansluit op het wegennetwerk. Door gebruik te maken van liften en een railsysteem in de tunnels, moeten automobilisten sneller tussen de drukke stedelijke gebieden en de buitenwijken kunnen reizen om zo verkeersinfarcten te voorkomen.
Begin 2017 werden tunnelboortests met een aangekochte tunnelboor uitgevoerd op het terrein van SpaceX in Hawthorn. Eind 2018 opende TBC zijn eerste testtunnel in Hawthorn. In deze tunnel van 3,2 kilometer kunnen mensen in “pods” met een snelheid van 240 kilometer per uur over de rails vervoerd worden. Eerder in 2018 werden enkele contracten voor het aanleggen van tunnels gesloten. Van grond die uit de tunnels komt worden ter plekke betonnen bouwstenen gemaakt, die wat vorm betreft aan grote legostenen doen denken. Deze worden vervolgens weer verkocht. De grond-afvoertreinen van TBC werken op accu's en hebben daardoor geen giftige uitstoot, wat de veiligheid voor medewerkers vergroot. Deze treinen zijn in samenwerking met Tesla ontwikkeld.

### Neuralink
De start up Neuralink experimenteert met het overbrengen van opdrachten zonder fysieke handelingen. Door middel van een hersenimplantaat liet het bedrijf in 2022 een aap Pong spelen zonder gebruik van een controller. Begin 2024 werd voor het eerst een implantaat bij een mens ingebracht. Het streven is om op deze manier verlamde mensen in staat te stellen om computers te bedienen.

### Overname van Twitter
Op 14 maart 2022 werd Musk met 9,1% de grootste aandeelhouder van het beursgenoteerde socialemediabedrijf Twitter Inc. In april 2022 trachtte Musk het bedrijf volledig over te nemen. Op 25 april aanvaardde Twitter zijn bod van 44 miljard dollar onder voorbehoud van goedkeuringen van overheden, marktwaakhonden en aandeelhouders. In juli trok Musk zijn bod in, waardoor Twitter hem voor de rechtbank daagde. Eind oktober ging de overname alsnog door.

## Politieke posities

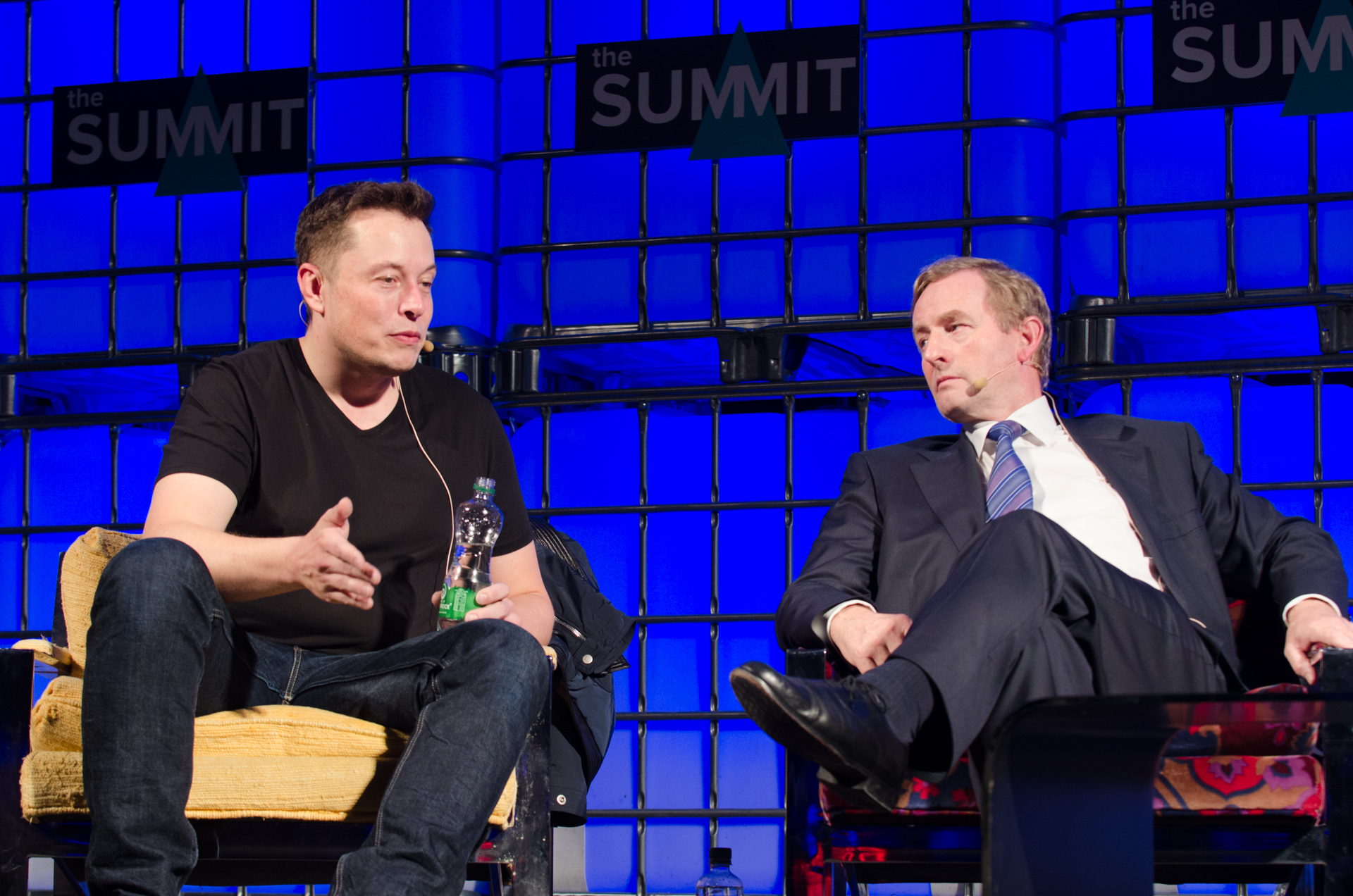
Musk naast Taoiseach (premier van Ierland) Enda Kenny (2013)

Politiek gezien beschreef Musk zichzelf als een 'half-democraat' en 'half-republikein'. Musk zei zelf "Ik sta in het midden van het politieke spectrum, tussen sociaal liberalisme en fiscaal conservatisme."
Musk heeft zijn bewondering uitgesproken voor voormalig Brits premier Margaret Thatcher; "Ik heb Margaret Thatcher altijd bewonderd – ze was streng, maar ook gevoelig en eerlijk", waaraan hij toevoegde: "Ze was zeker niet perfect, maar haar acties, gemiddeld genomen, waren goed".
Musk stelde op X dat de Duitse extreemrechtse politieke partij Alternative für Deutschland de redding van Duitsland zou zijn.

Musk heeft in juli 2025 de oprichting aangekondigd van een nieuwe politieke partij in de VS, de America Party.
Een dag nadat Donald Trump zijn omvangrijke begrotingswet One Big Beautiful Bill Act ondertekende, bevestigde Elon Musk dat de nieuwe politieke partij die hij had gezegd op te zullen richten inderdaad was opgericht.

### Nationalisme
Musk beschrijft zichzelf als een Amerikaans exceptionalist en nationalist. Volgens Musk is de Verenigde Staten "ongetwijfeld het beste land dat ooit op aarde heeft bestaan". Musk gelooft dat "zonder de Verenigde Staten, de democratie niet zou hebben bestaan" waarna hij refereert aan "drie verschillende momenten in de twintigste eeuw waarop de democratie gevallen zou zijn zonder de Verenigde Staten", waarmee hij doelt op de Eerste Wereldoorlog, Tweede Wereldoorlog en de Koude Oorlog.

### Lobbyen
In een interview met The Washington Post vertelde Musk dat hij "een significante donor (hoewel niet een van de grootste) is van de Democratische partij, maar dat hij ook veel geld heeft gegeven aan de Republikeinse partij". Hij vertelde verder dat "als je gehoord wilt worden in Washington, je een kleine bijdrage zal moeten geven."
Een rapport uit 2012 van de Sunlight Foundation (een niet politiek gepositioneerde partij die de uitgaven van de overheid bijhoudt), beweerde dat "SpaceX meer dan 4 miljoen Amerikaanse dollars heeft uitgegeven aan lobbyen en meer dan 800.000 Amerikaanse dollars heeft gestort in de partijkas" van zowel de Democraten als de Republikeinen. Ditzelfde rapport gaf ook aan dat de "SpaceX’ campagne om politieke steun te verkrijgen systematisch en verfijnd in elkaar zit", en dat "in tegenstelling tot vele technologie start-ups, SpaceX sinds dag één een significante aanwezigheid in Washington heeft gehad". Het rapport voegde toe dat Musk persoonlijk sinds 2002 ongeveer 725.000 Amerikaanse dollars heeft gedoneerd aan verschillende campagnes.
Musk heeft het politiek actiecomité FWD.us gesteund, dat werd opgericht door mede-ondernemer Mark Zuckerberg en steunt immigratiehervorming. Maar in mei 2013 trok hij zijn steun terug wegens de reclame van het PAC die de Keystone Pipeline prees. Musk en andere leden, waaronder David O. Sacks, trokken zich terug, nadat ze de strategie bekritiseerden als "cynisch". Musk zei verder: "we moeten ons niet overgeven aan de politiek. Als we dat doen, krijgen we het politieke systeem dat we verdienen". Hij werd na deze uitspraak door politieke website Mic bestempeld als totaal hypocriet voor het lobbyen en ondersteunen van "anti-wetenschap-Republikeinen". Musk gaf volgens hen in de verkiezingsronde van 2014 financiële steun aan Longhorn PAC en de Nationale Republikeinse Comité – die op hun beurt beiden anti-wetenschap-, anti-milieu-kandidaten zoals Michelle Bachman steunden. Het artikel geeft ook aan dat "deze politieke beslissingen Musks sociaal-bewuste visie tegengaan". Musk heeft ook politici zoals de Republikeinse senator Marco Rubio, die soortgelijke ideeën over klimaatverandering heeft, financieel gesteund.

### Subsidies en controverse
Musk heeft aangegeven dat hij niet langer vindt dat de Amerikaanse overheid subsidies moet geven aan milieu-bewuste bedrijven, zoals dat eerder met Tesla Motors en SolarCity gebeurde. De overheid zou in plaats daarvan taks op kooldioxide moeten invoeren, om "slecht gedrag" te ontmoedigen. Hij vindt dat de vrije markt "de beste oplossing biedt" en dat het produceren van milieu-onvriendelijke voertuigen consequenties moet hebben.
Musks ideeën zijn wijd en zijd bekritiseerd. Professor Fred Turner, van Stanford, zei: "Als je een ondernemer als Elon Musk bent, pak je geld wanneer dat kan, maar geloof je tegelijkertijd dat technologie en ondernemerschap bronnen van sociale verandering zijn, niet de staat. Het is geen zelfbedrog, maar het is een gewoonte om te denken dat je een onafhankelijk persoon bent en niet te erkennen dat je subsidie hebt ontvangen. Dit komt veel voor in Silicon Valley". Schrijver Michael Shellenberger gaf aan dat "in het geval van Musk het moeilijk is om dat niet op te vatten als verdedigend. Ik denk dat er een zakelijke strategie achter zit. Ze doen namelijk veel zaken met investeerders die subsidies niet als een levensvatbare bedrijfsvorm zien op lange termijn, waardoor bedrijven graag overdrijven hoe onafhankelijk ze van de subsidies kunnen opereren". Shellenberger vervolgt met: "het zou voor ons allemaal beter zijn als deze ondernemers wat dankbaarder en nederiger zouden zijn". Jim Motavalli, journalist en schrijver die Musk interviewde voor zijn boek over elektrische auto's genaamd High Voltage, vertelde dat "Elon kijkt vanuit de positie van een winnaar en dat hij niet wil dat andere mensen winnen door het krijgen van overheidsgelden. Ik denk dat mensen de neiging hebben om de ladder achter zich omhoog te trekken, nadat ze succes hebben behaald".
In 2015 werd het commentaar van Musk verder bekritiseerd, toen een artikel van de LA Times onthulde dat SpaceX, Tesla Motors en SolarCity samen naar schatting ongeveer 4,9 miljard Amerikaanse dollars hadden ontvangen in de vorm van subsidies. Het artikel voegde daar aan toe dat Tesla en SolarCity afhankelijk zijn van subsidies en jaarlijks verlies lijden, en trekt hun zelfstandigheid in twijfel. Verschillende analisten noemden ook de grote hoeveelheden staatssteun de overeenkomst tussen Musks drie bedrijven, waarna analist Dan Dolev over Musk zei dat hij "de plekken opzoekt waar staatssubsidies te krijgen zijn".
Musk, een oude tegenstander van short-selling, heeft herhaaldelijk kritiek geuit op de praktijk en beweerde dat het illegaal zou moeten zijn. Er wordt gespeculeerd dat zijn oppositie tegen short-selling voortkomt uit de manier waarop short-sellers vaak oppositieonderzoek organiseren en publiceren over de bedrijven die volgens hen momenteel overgewaardeerd zijn. Begin 2021 moedigde hij de GameStop-short squeeze aan. Musk heeft ook regelmatig cryptocurrency's gepromoot, waarbij hij stelt dat hij ze ondersteunt boven traditionele door de overheid uitgegeven fiat-valuta's. Gezien de vluchtige effecten die zijn tweets erover hebben, zijn zijn uitspraken over cryptocurrency's door critici zoals Nouriel Roubini gezien als marktmanipulaties.

### Wereldleiders
Elon Musk knoopte sedert 2015 ook hartelijke betrekkingen aan met rechtse politieke wereldleiders als Narendra Modi, Jair Bolsonaro en Javier Milei, met wie hij ook zakelijke afspraken maakte. Die leverden met name voor het Tesla-bedrijf voordelen op, terwijl de betrokken politici een prominent podium kregen via X.

### Donald Trump
Musk was de grootste sponsor van de campagne van Donald Trump. In december 2024 werd bekend dat hij meer dan 260 miljoen dollar had gedoneerd voor het herverkiezing van Trump. De twee hadden een goede relatie en dit werd beloond met een belangrijke positie. Tussen 1 januari 2025 en 30 mei 2025 gaf hij leiding aan de Department of Government Efficiency (DOGE). DOGE was het resultaat van Trumps campagnebeloften om de federale uitgaven te verlagen en de omvang van de overheid en het federale begrotingstekort te verkleinen.
Musk is een fel tegenstander van Trumps One Big, beautiful bill, dit plan behelst belastingverlagingen voor vooral rijke Amerikanen, deels te financieren met een vermindering van uitgaven die vooral de arme mensen raakt, en het begrotingstekort doet oplopen. Zijn kritiek op het Republikeinse voorstel behelst met name het stijgende tekort, de verder oplopende staatsschuld waardoor het land uiteindelijk bankroet zal gaan. Eind juni 2025 meldde hij dat elk congreslid van de Republikeinse Partij dat tijdens de campagne nog tegen een verhoging van de staatsschuld was, nu voor dit voorstel stemt zich schuldig maakt aan kiezersbedrog. Hij schreef verder zijn invloed en geld te gebruiken om deze congresleden tegen te werken bij de volgende verkiezingen.
Op 5 juli 2025 kondigde hij op X de oprichting van een nieuwe politieke partij met de naam The America Party. In zijn aankondiging zette hij zich wederom af tegen Trump: "Als het aankomt op het bankroet maken van ons land met verspilling en corruptie, leven we in een eenpartijsysteem, niet in een democratie".

## Persoonlijk leven

### Relaties en kinderen
Musk heeft in totaal ten minste veertien kinderen, waarvan er één jong stierf.
Hij ontmoette zijn eerste echtgenote, de Canadese schrijfster Jennifer Justine Wilson, tijdens hun gezamenlijke schooltijd op Queen's University in Ontario. Ze trouwden in 2000 en gingen uit elkaar in 2008. Samen kregen ze zes kinderen. Hun eerste kind (Nevada) overleed aan wiegendood toen hij tien weken oud was. Hierna kregen ze via IVF nog vijf kinderen, een tweeling (Vivian Jenna Wilson en Griffin Musk) en een drieling (Damien, Kai en Saxon Musk). In 2022 veranderde Vivian Jenna Wilson haar gender, voornaam en achternaam omdat zij een trans vrouw is en niet langer met haar biologische vader geassocieerd wil worden. Musk weet de vervreemding van Vivian Jenna aan wat de Financial Times omschreef als "de zogezegde overname van elitescholen en universiteiten door neomarxisten". In een interview in 2024 met Jordan Peterson en later ook nog via X verklaarde hij zelfs dat ze "dood is, vermoord door het woke-virus". Op 9 maart 2025 verklaarde Vivian op Bluesky dat Musk had betaald voor sekseselectie bij de IVF om te garanderen dat hij alleen zoons zou krijgen, een praktijk die in veel landen verboden is, maar in de VS wel toegestaan. Dit zou volgens haar verklaren waarom haar biologische vader zo boos op haar en alle trans mensen is, want zij gaat in tegen iets waar hij voor betaald heeft.
In 2010 trouwde Musk met de Britse actrice Talulah Riley. In 2012 gaf Musk aan dat hij de relatie met Riley had beëindigd. In juli 2013 hertrouwden Musk en Riley. In december 2014 vroeg Musk opnieuw een scheiding aan voor het huwelijk met Riley.
Van 2017 tot 2018 had de zakenman een relatie met actrice Amber Heard.
In 2020 werden Musk en zijn vriendin, zangeres Grimes, ouders van een jongen (X Æ A-Xii). In 2022 kregen beiden met behulp van een draagmoeder een dochter (Exa Dark Sideræl) en later nog een zoontje (Techno Mechanicus), wiens bestaan pas in 2023 bekend werd. In 2021 kreeg Musk een tweeling (Strider en Azure) samen met Shivon Zilis, een topmanager van Neuralink, een bedrijf waarvan Musk een van de oprichters en (in 2022) de CEO is. In 2024 kregen zij samen nog een kind, waarvan de naam en geslacht nog onbekend zijn.
Musk zou in 2024 nog een kind gehad hebben met schrijfster Ashley St. Clair.

### Filantropie
Musk is de voorzitter van de Musk Foundation, die zich richt op filantropische acties omtrent zonnepanelen in rampgebieden. De Musk Foundation werkte in 2010 samen met SolarCity en doneerde een 25 kW zonnepaneelsysteem aan het South Bay Community Alliance (SBCA) orkaanreactiecentrum in Coden, Alabama. De Musk Foundation doneerde in juli 2011 250.000 Amerikaanse dollars aan een zonnepaneeltechnologieproject in Soma, Fukushima, een Japanse stad die verwoest was door een tsunami.
In juli 2014 werd Musk gevraagd door Matthew Inman, een cartoonist en verre neef van Nikola Tesla, om 8 miljoen Amerikaanse dollars te doneren voor de opbouw van het Tesla Science Center. Uiteindelijk ging Musk ermee akkoord een miljoen Amerikaanse dollar te doneren en beloofde een Tesla-snellaadstation in de parkeerplaats van het museum te plaatsen.
In januari 2015 doneerde hij 10 miljoen Amerikaanse dollar aan het Future of Life Institute om een wereldwijd onderzoek op te zetten gericht op het gunstig houden van kunstmatige intelligentie voor de mens.
In oktober 2018 maakte hij een half miljoen dollar over om waterzuiveringsinstallaties in de scholen van Flint te plaatsen zodat het lood uit het vergiftigde leidingwater wordt gefilterd.
In oktober 2019 doneerde hij 1 miljoen dollar aan Teamtrees om bomen te planten.
Sinds 2015 is Musk een onderdeel van de X Prize Foundation. Op 21 januari 2021 beloofde Musk een prijs van honderd miljoen dollar aan degene die met het beste ontwerp voor technologie ten behoeve van het grootschalig afvangen van koolstofdioxide komt. Deze competitie werd X Prize Carbon Removal gedoopt.

### Musk versus Bezos
Musk maakt graag grappen over Jeff Bezos die met zijn bedrijf Blue Origin in de toekomst direct met SpaceX concurreert. Zo is de uitspraak van Musk “Jeff Who?” een bekende “meme” op sociale media geworden (die in 2021 door Richard Branson werd herhaald). Toen Bezos een satellietennetwerk voor internet onder de vlag van Amazon aankondigde dat direct met het Starlink-netwerk van SpaceX concurreert reageerde Musk met “Copycat”.
Andersom feliciteerde Bezos Musk op ludieke wijze met “Welcome to the club” toen SpaceX er anderhalve maand na Blue Origin in slaagde een raket te laten landen, ook al was Musks raket vele malen groter en ging deze veel hoger en sneller. Minder ludiek was dat Blue Origin meende een patent op “raketlandingen op een schip” te hebben en SpaceX daarop aanklaagde. Die zaak werd uiteindelijk door Blue ingetrokken omdat SpaceX een reeds verlopen patent wist op te duiken. Het idee kwam bovendien ook al voor in de Sovjet-sciencefictionfilm Nebo Zovyot uit 1959, die in een Amerikaanse aangepaste versie uit 1962 bekend is onder de titel Battle Beyond the Sun. Ook tekende Bezos meermaals bezwaar aan tegen de hoeveelheid Starlinksatellieten die SpaceX in de ruimte heeft, omdat deze de plannen voor zijn eigen toekomstige satellietnetwerk Project Kuiper zouden dwarsbomen.

### Druggebruik
Musk heeft verklaard dat hij door een arts voorgeschreven ketamine gebruikt voor incidentele depressies en dat hij "eens in de twee weken een kleine hoeveelheid of zoiets" doseert. Sinds januari 2024 hebben sommige media gemeld dat hij ketamine, marihuana, LSD, ecstasy, paddo's, cocaïne en andere drugs gebruikt. Musk weigerde aanvankelijk commentaar te geven op zijn vermeende drugsgebruik. Later zei hij dat hij niet positief was getest op drugs, en dat als drugs zijn productiviteit op de een of andere manier zouden verbeteren, "ik ze zeker zou nemen!".
In mei 2025 meldde The New York Times dat hun onderzoeken hadden onthuld dat er sprake was van overmatig gebruik van ketamine en talloze andere drugs, gespannen familierelaties en medewerkers die zich zorgen begonnen te maken over zijn gedrag in het openbaar, naarmate hij meer betrokken raakte bij politieke activiteiten en overheidswerk.